# 2025年鋼鐵業（特別措施）法令
《2025年鋼鐵業（特別措施）法令》（英語：Steel Industry (Special Measures) Act 2025）是一項在2025年4月12日獲英國國會緊急審議，並於同日通過及御准的政府法案。該法令旨在賦權商業及貿易大臣就任何英格蘭境內的鋼鐵製造商的營運業務作出指示，並強制相關經營者及業務人員遵從相關命令。
本法令源自於中資敬業集團宣布將關閉旗下英國鋼鐵有限公司的斯肯索普鋼鐵廠，預計導致約2700個職位流失。英國政府有意為鋼鐵廠提供補貼並阻止高爐停運，但由於雙方談判破裂，因此政府決定採取緊急立法以暫時維持其運作。然而，法令僅讓政府接管英國鋼鐵的控制權，並未有落實全面國有化 。

## 背景

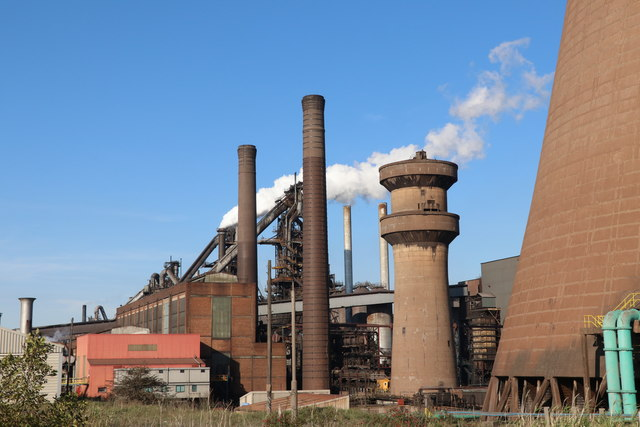
斯肯索普鋼鐵廠的高爐

2016年，塔塔鋼鐵將其虧損嚴重的長型鋼鐵業務以象徵式1鎊出售予格雷布爾資本，後者同年成立英國鋼鐵有限公司以接手營運相關鋼鐵廠房。
2019年，英國鋼鐵有限公司因未能與英國政府就緊急資金援助達成協議，最終宣告破產。由於該公司及其股東未有繼續注資，最後由破產管理者遂接管營運。隔年，中資敬業集團以7,000萬鎊收購英國鋼鐵，並承諾未來投放合共12億鎊。
2025年3月，敬業集團宣布計劃關閉斯肯索普鋼鐵廠，並指廠方每日虧蝕高達70萬鎊。若該計劃落實，英國將成為七國集團中唯一一個無法由原材料自行生產原生鋼的國家。英國政府隨即與敬業展開談判，表示希望延續高爐運作；惟高爐一旦熄滅，重啟工程不但極為困難，亦需付出高昂成本。然而，《衛報》於同年4月9日報道，雙方談判已告破裂，未能達成任何協議。報道又指出，當時尚未確定敬業會否繼續採購煉鋼所需的焦煤及鐵礦球團，工廠未來能否維持運作成疑。
2025年4月11日，英國首相施紀賢宣布，政府將於國會復活節休會期間召開兩院緊急會議，並計劃於翌日通過該法案以維持斯肯索普鋼鐵廠的臨時營運。

## 內容摘要
根據法令，當有鋼鐵製造商的資產有被關閉（不論是永久或暫時）的風險時，商業及貿易大臣有權基於公眾利益的情況下行駛緊急權力並介入其營運。任何由大臣所發出的相關指示，必須符合確保資產能夠「持續及安全使用」的唯一目的。
倘若製造商未有遵從政府的指示，法令賦權商業及貿易大臣接管其商業資產，並可以就接管過程中所產生的任何開支向製造商追討。此外，任何人士（包括經營者、員工等）如未有遵從大臣根據該法令所發出的指示，即屬違法。一經定罪，違者最高可被判監禁兩年。
值得注意的是，法令並未有加入日落條款或恆常檢討機制。

## 反應

### 英國政府
法案獲下議院三讀通過後，英國首相兼工黨黨魁施紀賢親赴林肯郡探訪斯肯索普鋼鐵廠的工人。他表示，政府正採取行動保障數以千計工人的職位，並會考慮一切可行方案，以確保鋼鐵業的長遠發展。
工黨籍商業及貿易大臣韋諾韜強調，政府「不能、不會、永遠不會在英國僅餘的高爐逐漸熄滅之際，袖手旁觀，任何決定亦不會缺乏規劃、罔顧程序或漠視其深遠後果」。

### 反對黨及其他政界人士
反對黨領袖兼保守黨黨魁栢丹娜批評政府未有與敬業集團達成協議，以阻止斯肯索普鋼鐵廠關閉。她指責施紀賢「任由工會主導政府決策」，而是次緊急立法顯示政府無能。
保守黨籍影子商業及貿易大臣安德魯‧格里菲斯則表示，政府此舉等同「要求開出空白支票」，並批評相關立法意味著「財政大臣將要為英國鋼鐵有限公司的開支埋單」。
威爾斯黨下議院黨團領袖利茲·薩維爾·羅伯茨認為英國政府的處理手法存在雙重標準，批評未有同時維持托巴特港鋼鐵廠的高爐運作。自由民主黨的下議院威爾斯政策發言人大衛·查德威克表示，當地高爐停運導致約2800人失業，重創南威爾斯的鋼鐵製造業及經濟發展。工黨籍威爾斯事務大臣施頌雅在BBC威爾斯的訪問中表示地鋼鐵廠的問題完全不同，並指斯肯索普鋼鐵廠作為英國唯一一個原生鋼廠具有重要國家戰略價值。

## 資料來源
1. ↑   (PDF). Parliament.uk.   [2025-04-12].
2. ↑  . BBC News. 2025-04-11  [2025-04-12] （英国英语）.
3. ↑  . BBC News. 2019-05-22  [2025-04-12] （英国英语）.
4. ↑  . BBC News 中文.   [2025-04-12] （中文（繁體））.
5. ↑  Davies, Rob. . The Guardian. 2020-03-03  [2025-04-12]. ISSN 0261-3077 （英国英语）.
6. ↑  Kollewe, Julia. . The Guardian. 2025-03-27  [2025-04-12]. ISSN 0261-3077 （英国英语）.
7. 1 2  Davies, Rob. . The Guardian. 2025-04-09  [2025-04-12]. ISSN 0261-3077 （英国英语）.
8. ↑  Devlin, Kate. . The Independent. 2025-04-11  [2025-04-12] （英语）.
9. ↑  Price, Chris; Wallace, Tim; Riley-Smith, Ben; Jasper, Christopher. . The Telegraph. 2025-04-11  [2025-04-12]. ISSN 0307-1235 （英国英语）.
10. ↑  . BBC News.   [2025-04-13] （英国英语）.
11. ↑  . BBC News. 2025-04-12  [2025-04-14] （英国英语）.